# بن شود
توجد بلدية بن شود بدائرة دلس ولاية بومرداس تحدها شمالا بلدية دلس وشرقا ولاية تيزي وزو وجنوبا بلدية اعفير وهي بلدية تعدادها السكاني حوالي 32000مواطن يمارس معظمهم الفلاحة كون هذه البلدية لها موقع واراضي جيدة لهذا الغرض

## الملاعب
يضم إقليم هذه البلدية العديد من ملاعب كرة القدم، منها:
1. ملعب بن شود (الإحداثيات: 36°51′38″N 3°52′45″E / 36.8606003°N 3.87924°E)

## مواضيع ذات صلة
- بلديات ولاية بومرداس
- دوائر ولاية بومرداس